# Dalwigker Holz und Gebranntes Holz bei Korbach
Dalwigker Holz und Gebranntes Holz bei Korbach este o arie protejată (arie specială de conservare — SAC, sit de importanță comunitară — SCI) din Germania întinsă pe o suprafață de 135,77 ha, integral pe uscat.

## Localizare
Centrul sitului Dalwigker Holz und Gebranntes Holz bei Korbach este situat la coordonatele 51°14′33″N 8°54′32″E / 51.2425°N 8.9089°E.

## Înființare
Situl Dalwigker Holz und Gebranntes Holz bei Korbach a fost declarat sit de importanță comunitară în noiembrie 2004 pentru a proteja 7 specii de animale. Situl a fost protejat și ca arie specială de conservare în martie 2008.

## Biodiversitate
Situată în ecoregiunea continentală, aria protejată conține 7 habitate naturale: Pajiști uscate seminaturale și facies de acoperire cu tufișuri pe substraturi calcaroase (Festuco-Brometalia) (* situri importante pentru orhidee), Grohotișuri medio-europene calcaroase, de la nivel colinar și montan, Pante stâncoase calcaroase cu vegetație casmofită, Peșteri inaccesibile publicului, Păduri de fag Luzulo-Fagetum, Păduri de fag Asperulo-Fagetum, Păduri de fag din Europa Centrală dezvoltate pe sol calcaros cu Cephalanthero-Fagion.
La baza desemnării sitului se află mai multe specii protejate:
- păsări (4): ciocănitoare neagră (Dryocopus martius), pitulice sfârâitoare (Phylloscopus sibilatrix), ciocănitoare verzuie (Picus canus), turturică (Streptopelia turtur)
- mamifere (3): liliac cu urechi mari (Myotis bechsteinii), liliac de iaz (Myotis dasycneme), liliac comun (Myotis myotis)

Pe lângă speciile protejate, pe teritoriul sitului au mai fost identificate 2 specii de păsări, 1 specie de amfibieni, 6 specii de nevertebrate, 2 specii de reptile.